# Sacramentum (Rome antique)
Le sacramentum est l'une des cinq legis actiones (actions de la loi) utilisées durant la Rome antique.
L’action de la loi est, en droit romain, le fait ou bien la faculté de recourir à l'autorité publique pour faire valoir ses droits selon une certaine forme de procédure.
Il existe deux catégories de sacramentum selon sur quoi porte le litige :
- sacramentum in rem ;
- sacramentum in personam.

## Autres appellations
- Per sacramentum
- Legis actio per sacramentum
- Legis actio sacramento
- Action de la loi par serment
- Action de la loi par enjeu consacré

## Période d'application de la procédure du sacramentum
La procédure du sacramentum est apparue antérieurement à la promulgation de la loi des Douze Tables en -450 et -449.
Elle fut utilisée jusqu'au Ier siècle après Jésus-Christ.

## Circonstances d'utilisation
C'est une des trois procédures contentieuses existantes durant la Rome Archaïque et la Rome classique.
Les deux autres procédures contentieuses sont :
- iudicis arbitrive postulatio ;
- condictio.

C'est la procédure contentieuse générale.
Elle est générale car elle peut être utilisée dans toutes les hypothèses prévues par la loi des Douze Tables.
Elle ne peut pas être utilisée dans une hypothèse non prévue par la loi des Douze Tables.

## Déroulement de la procédure
Le sacramentum se déroule en deux phases distinctes :
- phase in jure ;
- phase apud iudicem.

### Phase in jure
Se déroule devant un magistrat.
C'est la phase d'instruction.
Cette phase est obligatoire. Si le défendeur refuse de comparaître, le demandeur pourra obtenir du magistrat la condamnation de la personne du défendeur sans procès.
Durant cette phase, il y a un débat entre les parties qui ont recours à des gestes et des formules rituelles.
Le magistrat invite les parties à la provocation au sacramentum qui consiste à la remise entre les mains des pontifes d'une somme d'argent par chaque partie. Cette somme d'argent sera perdue par la partie qui perdra le procès.
Les parties, durant la litis contestatio, font appel à des témoins qui viendront témoigner de la nature et de la portée du litige.
Le magistrat contrôle la régularité formelle de la procédure (bons gestes et paroles rituelles).
Le magistrat contrôle si le litige correspond à une des hypothèses prévues par la loi des Douze Tables. Il qualifie le litige. Si ce litige entre dans une des hypothèses prévues par la loi des Douze Tables, le magistrat va désigner et investir un juge du pouvoir de juger. Le magistrat ne juge pas lui-même.
Le magistrat adresse au juge des instructions orales stéréotypées et très techniques.

### Phase apud iudicem
Elle se déroule devant un juge.
Ce n'est pas un magistrat mais un particulier désigné pour ce procès.
Le juge ne qualifie pas le litige (cela a été fait par le magistrat) mais recherche les preuves, entend les témoins.
Il rend, si la preuve est faite, un jugement dont la condamnation est pécuniaire.
Le juge doit évaluer la valeur de l'objet de la condamnation.

## Sources bibliographiques
- Droit romain: les obligations. Jean-François Brégi. Éd. Ellipses
- Institutions politiques et sociales de l'Antiquité. Michel Humbert. Éd. Dalloz (p. 416 à p. 419)
- Histoire du droit civil. Jean-Philippe Levy. Précis Dalloz
- Manuel élémentaire de droit romain. Paul Frédéric Girard. Paru en 1929.
- Dictionnaire des Antiquités Grecques et Romaines. Daremberg et Sagio.